# G. Eiffel et Cie
G. Eiffel et Cie, după alte surse Eiffel et Cie (în română G. Eiffel și Compania) a fost o companie franceză în comandită, înființată de inginerul Gustave Eiffel și avându-l drept partener temporar pe inginerul Théophile Seyrig.

## Istoric

### Context
Gustave Eiffel a absolvit cursurile prestigioasei École centrale din Paris în 1855, într-o epocă plină de efervescență industrială și de înflorire a construcțiilor metalice, marcată de Expoziția Universală găzduită de oraș în acel an. Pe 10 februarie 1856, Eiffel a fost angajat de atelierul de construcții și confecții metalice al inginerului Charles Nepveu, de pe strada Rue Bienfaisance nr. 36, în cartierul Saint-Augustin. Eiffel a profitat de vasta experiență inginerească a lui Nepveu, însă acesta nu era și un patron la fel de înzestrat, compania acumulând numeroase datorii și nereușind să-și plătească angajații. În acest context, în august 1856, Nepveu i-a găsit tânărului său protejat un post în cadrul companiei La Compagnie des chemins de fer de l'Ouest, condusă de frații Pereire. Primul său proiect a fost un mic pod din fontă laminată, de 22 m lungime, pentru calea ferată de la Paris la Saint-Germain.
În acest timp, Charles Nepveu și-a vândut firma către Compagnie belge de matériels de chemins de fer, o societate belgiană condusă de familia de industriași Pauwels. Eiffel, transferat și el în noua companie, a fost numit „șef de studii pentru lucrările uzinei”, în același an 1856. Din această poziție, el a condus lucrările de construcție a primului proiect major, Pasarela Eiffel, un pod metalic din apropiere de Bordeaux proiectat de inginerul Paul Régnauld, care a permis conectarea rețelelor feroviare a două companii. După pensionarea lui Nepveu, în 1860, Gustave Eiffel a fost promovat în funcția de inginer-șef al Compagnie de matériels de chemins de fer.
În 1862, Eiffel a fost avansat în funcția de director al sucursalei companiei belgiene de la Clichy, cu un salariu anual de 12 000 de franci, dar în vara anului 1863 sucursala a avut pierderi financiare importante, iar Eiffel a fost obligat să concedieze o parte din personal. Curând după aceea a descoperit că firma mamă a familiei Pauwels era subfinanțată și suferea de grave probleme financiare, iar Gustave Eiffel a decis că trebuie să-și deschidă propriul atelier. 1863 este anul în care a început să realizeze proiecte majore pe cont propriu.

### G. Eiffel et Cie

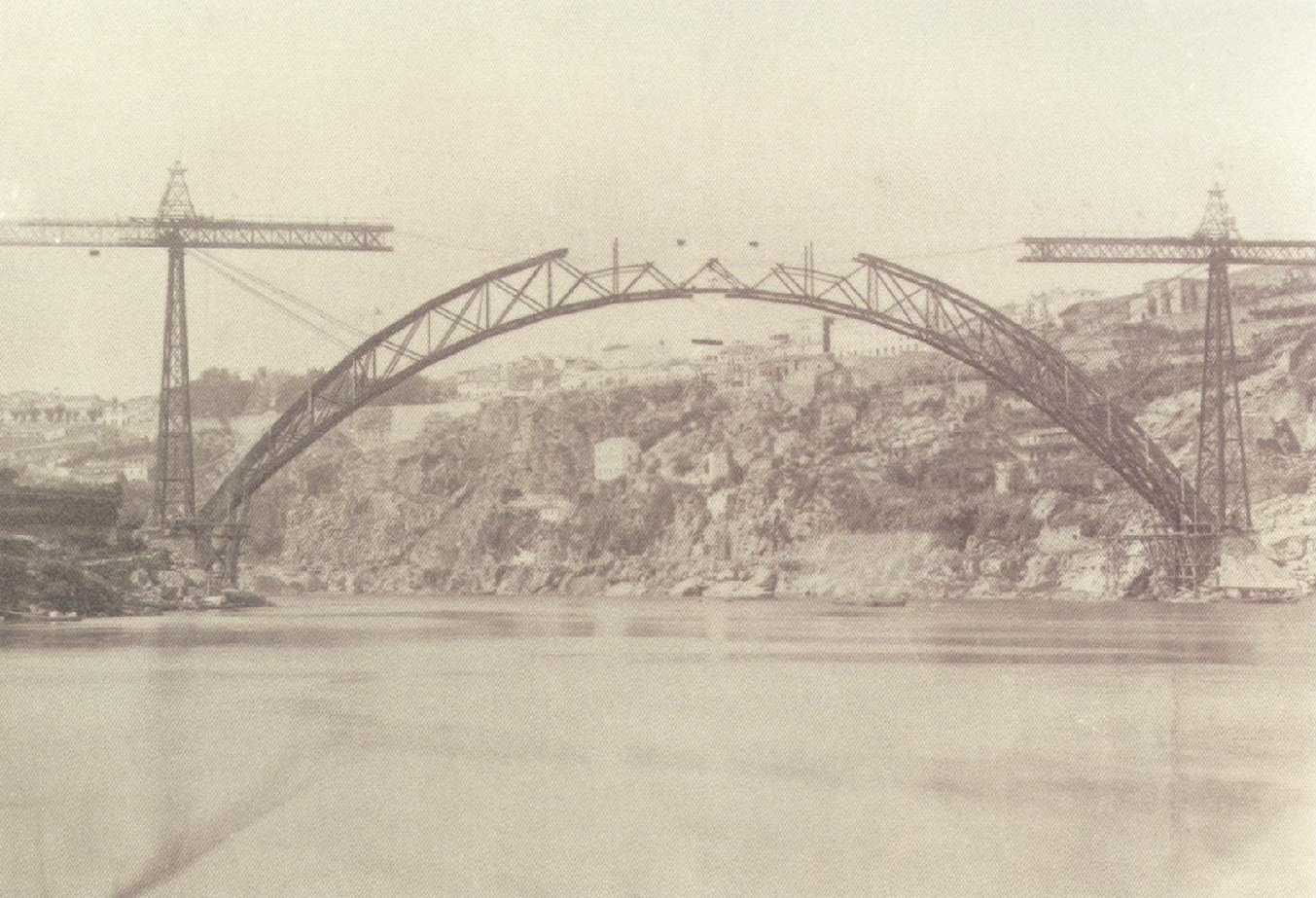
Podul D. Maria Pia din Porto, situația lucrărilor pe 27 august 1877.

În 1866, utilizând bani împrumutați în acest scop de la socrul său, Gustave Eiffel și-a înființat propriul atelier de proiectare și construcții în casa familiei sale din Levallois-Perret, pe strada Rue Fouquet nr. 48. Folosindu-și relațiile și experiența substanțială acumulată anterior, Eiffel a realizat sau a participat la lucrări de amploare medie și mare, precum teste ale șarpantei metalice a galeriei mașinilor și structura metalică a galeriei de arte frumoase de la Expoziția Universală din 1867, șarpante de sinagogi și biserici din Paris, structuri ale unor uzine de gaz sau construcția Gării Nyugati din Budapesta, începută în 1874 și inaugurată în 1877.
Pe 6 octombrie 1868, în urma unui contract semnat cu inginerul francez de origine germană Théophile Seyrig, acesta a investit capital în compania G. Eiffel et Cie și a devenit partenerul lui Gustave Eiffel. Compania a realizat numeroase proiecte de poduri feroviare în următorii ani, în Franța, Algeria, Egipt, Elveția, Italia, Spania, Portugalia, România, Rusia sau Ungaria. Printre cele mai semnificative se numără viaductele Neuvial (inaugurat în 1868), Rouzat (inaugurat în 1869) și Thouars (inaugurat în 1873) din Franța sau podurile Eiffel și D. Maria Pia din Portugalia. Théophile Seyrig fusese șeful echipei de proiectare și co-autorul proiectului podului D. Maria Pia, în timp ce Eiffel a fost responsabil cu construcția. În România, Eiffel a construit Podul Eiffel de pe calea ferată Iași–Ungheni și un pod feroviar lângă Câmpina, în timpul lucrărilor la calea ferată dintre Ploiești și Predeal.
Pe 30 iunie 1879, parteneriatul cu Théophile Seyrig a încetat.
Pe 1 ianuarie 1881 au început ample lucrări, conduse de Ferdinand de Lesseps, pentru realizarea unui canal care să conecteze oceanele Atlantic și Pacific traversând Istmul Panama. Lucrările s-au soldat cu moartea a peste 20 000 de mii de muncitori din cauza bolilor, insectelor și reptilelor veninoase, cu un uriaș dezastru financiar, falimentul companiei constructoare în 1889 și pierderea investițiilor a peste 800 000 de mii de persoane care participaseră la finanțarea proiectului prin subscripție publică. Principalii responsabili, printre care și Gustave Eiffel, a cărui firmă participase activ la lucrări, au fost acuzați și judecați în Franța. Afectată puternic de pierderile financiare și de prestigiu, societatea în comandită G. Eiffel et Cie și-a încheiat existența pe 31 decembrie 1889.
Ulterior, Gustave Eiffel a înființat o nouă companie, numită Compagnie des Etablissements Eiffel.